# Adventures of Superman

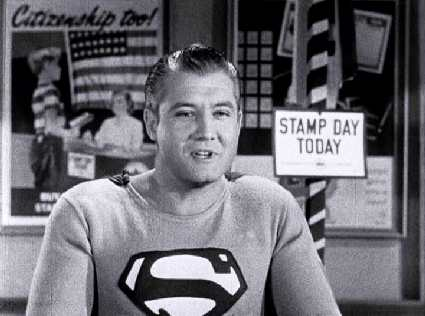
George Reeves als Superman in een overheidsreclamespotje

Adventures of Superman is een Amerikaanse televisieserie gebaseerd op het DC Comics personage Superman. De serie liep van 19 september 1952 t/m 28 april 1958 met een totaal van 104 afleveringen. De hoofdrollen werden vertolkt door George Reeves, Phyllis Coates (later vervangen door Noel Neill) en Jack Larson.

## Opening
De introductie van de show was een verlengde versie van die van de Superman radioshow en de cartoons. De tekst werd ingesproken door Bill Kennedy.
"Faster than a speeding bullet! More powerful than a locomotive! Able to leap tall buildings at a single bound! ("Look! Up in the sky!" "It's a bird!" "It's a plane!" "It's Superman!")... Yes, it's Superman ... strange visitor from another planet who came to Earth with powers and abilities far beyond those of mortal men! Superman ... who can change the course of mighty rivers, bend steel in his bare hands, and who, disguised as Clark Kent, mild-mannered reporter for a great metropolitan newspaper, fights a never-ending battle for truth, justice, and the American way!"

## Productie

### Geschiedenis
In 1951 bracht producent Barney E. Sarecky de film Superman and the Mole Men uit. De film diende min of meer als proefaflevering voor de serie, en was een groot succes. De serie zelf kwam echter niet van de grond tot 1952, toen Kellogg's de show ging sponsoren.
De eerste twee seizoenen van de serie, beide bestaand uit 26 afleveringen, werden geheel in zwart-wit opgenomen. Supermans kostuum was voor deze afleveringen bruin, grijs en wit aangezien deze kleuren de juiste grijstinten voor rood, blauw en geel creëerden. Vanaf seizoen 3 werd de serie in kleur opgenomen.
Het budget van de serie was relatief gezien lag. De acteurs kregen 200 dollar per aflevering. Tegen het eind van de serie was dit opgelopen tot 2500 dollar per aflevering voor de hoofdrolspelers.
De serie werd opgenomen zoals een filmserie. Zo werden bijvoorbeeld alle scènes die zich op een locatie afspeelden achter elkaar opgenomen voor gebruik in latere afleveringen.

### Schurken
Supermans bekendste tegenstanders zoals Lex Luthor en Brainiac komen geen van allen voor in de serie. De schurken in de serie waren meestal doorsnee criminelen, kwaadaardige wetenschappers, Russische agenten, spionnen van fictieve landen en corrupte zakenmannen. Dezelfde acteurs werden vaak gebruikt voor meerdere schurken daar de producenten ervan uitgingen dat de meeste kijkers niet meer dan 1 aflevering per week zouden kijken.

### Visuele effecten
Hoewel de effecten uit de serie vandaag de dag gedateerd overkomen, waren ze destijds zeer geavanceerd. Vooral de vliegscènes van Superman.
Voor de manier waarop Superman opsteeg werden verschillende methodes gebruikt. Zo werd acteur George Reeves aan kabels opgehangen om de indrukt te wekken dat hij vloog. Dit was niet altijd even effectief. Een paar ventilatoren werden buiten beeld geplaatst om de scène realistischer te maken. Later werd een springplank gebruikt voor de scènes dat Superman opstijgt. Deze manier was een stuk effectiever en ook veiliger.
Voor de vliegscènes zelf werden een paar korte scènes opgenomen die keer op keer in de afleveringen werden gebruikt. Hiervoor werd de backprojection techniek toegepast, waarin Reeves voor een scherm hing waarop bewegende lucht of landschap te zien was.

## Inhoud

### Seizoen 1
Oopgenomen in zwart-wit. Worden door fans gezien als het beste het meest serieuze seizoen van de serie. De afleveringen hadden een noirachtige ondertoon zoals misdaaddrama’s uit de jaren 40. Superman is in dit seizoen nog bij veel mensen onbekend. De afleveringen bevatten over het algemeen gewelddadige verhaallijnen.

### Seizoen 2
Ook in zwart-wit. In dit seizoen nam Noel Neill de rol als Lois Lane over van Phyllis Coates. Haar vertolking van de rol was geschikter voor jonge kijkers. De afleveringen waren wederom serieus qua ondertoon, maar het geweld werd wat verminderd. Sentimentele en humoristische verhaallijnen waren nu meer aan de orde dan in het vorige seizoen. Veel van de verhalen draaiden om Supermans persoonlijke problemen.

### Seizoen 3
Eerste seizoen in kleur. De serie kreeg in dit seizoen de wat rustigere ondertoon van de Superman strips uit de jaren 50. De schurken in deze afleveringen waren vaak karikaturen die als parodie op echte criminelen dienden. Het geweld werd nog sterker verminderd. Zo werden vuurwapens vanaf dit seizoen alleen nog maar tegen Superman gebruikt daar het op hem toch geen effect had. In plaats van dat Superman de schurken versloeg gebeurde het ook steeds vaker dat ze zichzelf uitschakelden bij hun poging te vluchten. Veel van de plots draaiden om Superman die Lois en Jimmy moest redden.

### Seizoen 4
Eveneens in kleur. Scenario's voor dit seizoen waren beduidend minder populair dan de afgelopen seizoenen. De show probeerde weer wat serieuzer te worden in dit seizoen. Tevens werden sciencefictionelementen geïntroduceerd zoals robots die op kryptoniet liepen. De aflevering "The Perils of Superman" wordt zelfs gezien als een van de beste afleveringen van de serie. Desondanks was het seizoen in zijn algemeen een mislukking.

## Na de serie
Producenten maakten plannen om de serie in 1959 voort te zetten met nog twee jaar aan afleveringen. De dood van acteur John Hamilton, die in de serie Perry White speelde, gooide echter roet in het eten. Acteur Pierre Watkin werd ingehuurd om Hamilton te vervangen als "Perry Whites broer". Een tweede klap kwam toen ook acteur George Reeves, die Superman speelde, overleed. De producenten wilden echter nog niet opgeven. In plaats daarvan besloten ze een reeks te maken rondom Jimmy Olsen. Toen acteur Jack Larson, die Jimmy speelde in de serie, weigerde akkoord te gaan met dit plan, werd er definitief een punt gezet achter de serie.
De nog levende acteurs keerden in de jaren erna nog een paar maal terug naar de superheldenwereld. Zo had Neill een gastrol in de film Superman uit 1978 en verscheen Larson kort als Barman Bo in Superman Returns.

## Rolverdeling
- George Reeves – Clark Kent/Superman
- Phyllis Coates – Lois Lane (seizoen 1)
- Noel Neill – Lois Lane (seizoen 2 – 4)
- Jack Larson – Jimmy Olsen
- John Hamilton – Perry White
- Bill Kennedy – verteller
- Robert Shayne – inspecteur Bill Henderson.

## Trivia
- Om de serie te promoten kregen acteurs Reeves, Hamilton en Larson extra geld om op te treden in Kellogg’s-reclames gedurende seizoen 2. Noel Neill werd echter nooit benaderd voor de rol.
- Kirk Alyn, die in de twee filmseries Superman speelde, beweerde altijd dat hij weigerde de rol voor de televisieserie aan te nemen. Producenten beweren echter dat Alyn en de andere acteurs uit de filmseries zelfs helemaal nooit gevraagd zijn voor de serie.
- George Reeves hield veel van practical jokes. In de scènes dat hij niet meedeed stond hij vaak net buiten beeld en probeerde de andere acteurs uit hun concentratie te brengen.